# Parque nacional Kushiro-shitsugen
El Parque nacional Kushiro-shitsugen (釧路湿原国立公園 Kushiro-shitsugen Kokuritsu Kōen?) es un parque nacional ubicado al este de la isla Hokkaidō, entre la ciudad Kushiro y el Parque nacional Akan. Fue designado como parque nacional el 31 de julio de 1987. El parque es conocido por sus extensos ecosistemas de humedales; la región estaba cubierta por el mar, cuyo nivel disminuyó y dio lugar al área inundada, y los depósitos acumulados a lo largo de aproximadamente 3000 años dieron como resultado los páramos que conforman el paisaje actual.
El parque Kushiro-shitsugen —humedales de Kushiro o pantano, llanuras aluviales de Kushiro— cubre un área de 268,61 km² en la llanura de Kushir, y alberga las mayores áreas de cañaverales de Japón. El río Kushiro, con 154 km de longitud, que se origina en el lago Kussharo, serpentea a través de gran parte del parque. En 1967, los humedales habían sido designados como un monumento natural nacional. Por esa razón, el acceso es estrictamente limitado y el paisaje, típico de Hokkaido, fue preservado.

## Fauna y flora

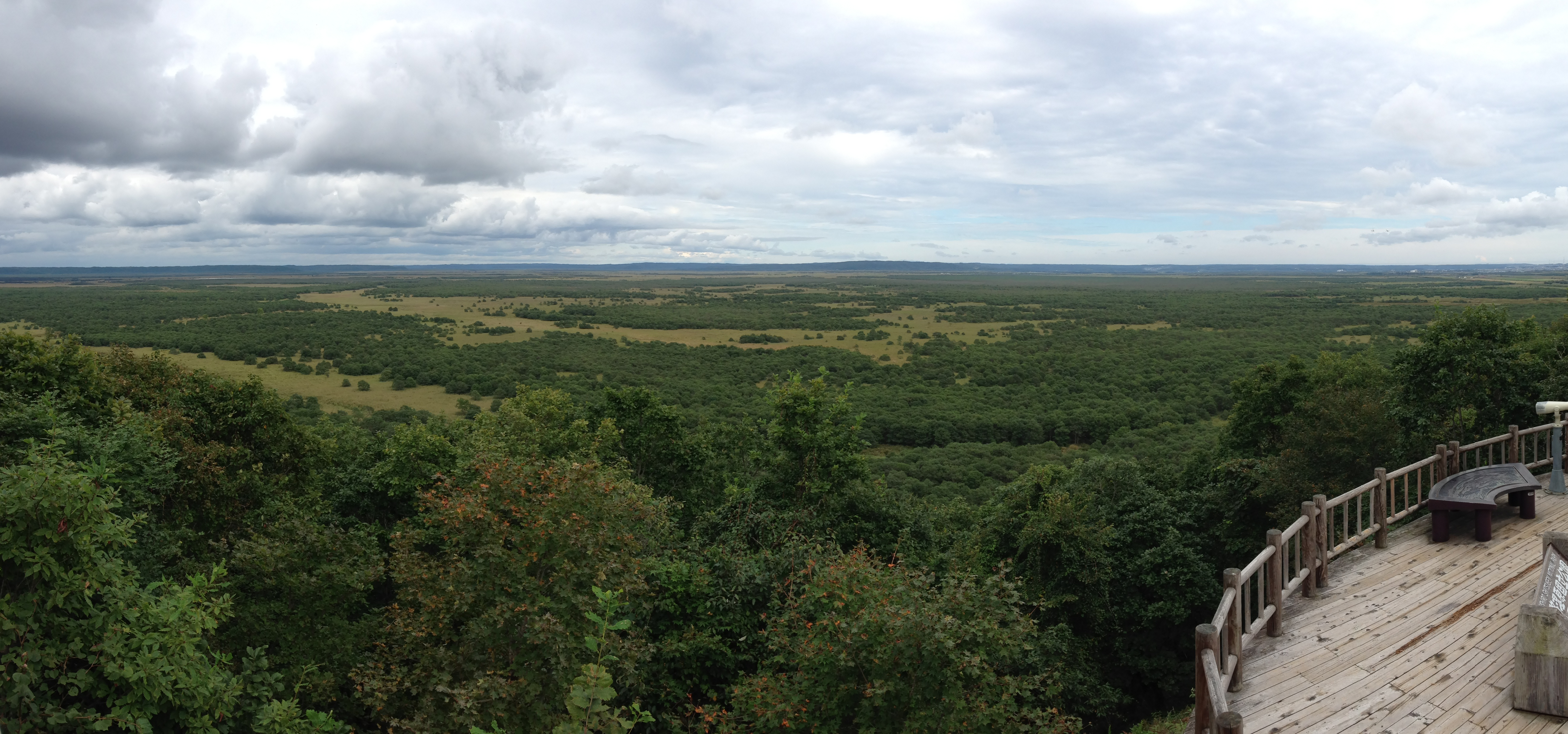
Una vista panorámica de Kushiro Marsh, septiembre de 2014

Carrizos, esfagnos de pantano, bosques de aliso, ríos que se curvan libremente hacia adelante y hacia atrás, grupos de lagos y pantanos, y otros ecosistemas húmedos componen el variado ambiente del parque. Kushiro-shitsugen es hogar de más de 600 especies de plantas, además de 26 de mamíferos, 9 de reptiles y anfibios, 170 de aves, 1150 de insectos y 34 de peces conocidos. El parque es también un valioso refugio para varias especies de animales silvestres, como la grulla de Manchuria —Grus japonensis, conocida como tancho en japonés— cuya única población conocida hoy habita en el parque, el salmón del Danubio —Hucho perryi—, la salamandra siberiana —Salamandrella keyserlingii— y las libélulas —Leucorrhinia intermedia no ijimai—.
Dentro del parque, hay centros especializados en la preservación de las grullas de Manguria. La especie, que llegó a ser declarada extinta a principios del siglo XX, habita en la región. Santuarios para la conservación y centros de reproducción, áreas de observación y centros donde los animales pueden ser alimentados se encuentran por la extensión de Kushiro-shitsugen.